# ВІЛ-інфекція в Україні

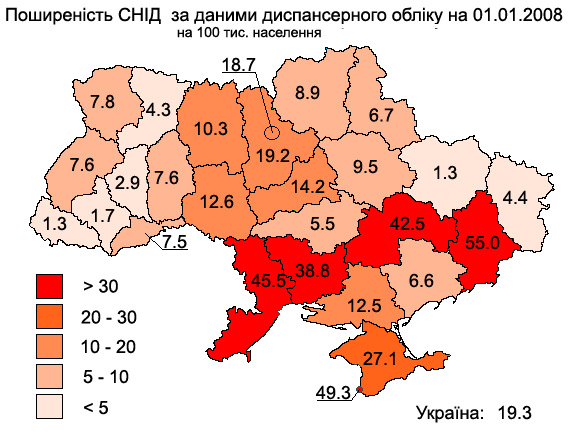
ВІЛ-інфекція в Україні (2008)

Питання протидії ВІЛ-інфекції/СНІДу в Україні є одним із пріоритетних напрямів державної політики у сфері охорони здоров'я і соціального розвитку та предметом міжнародних зобов'язань. Ефективне подолання епідемії ВІЛ-інфекції потребує вчасної та надійної інформації про поширеність ВІЛ серед представників ключових груп ризику.

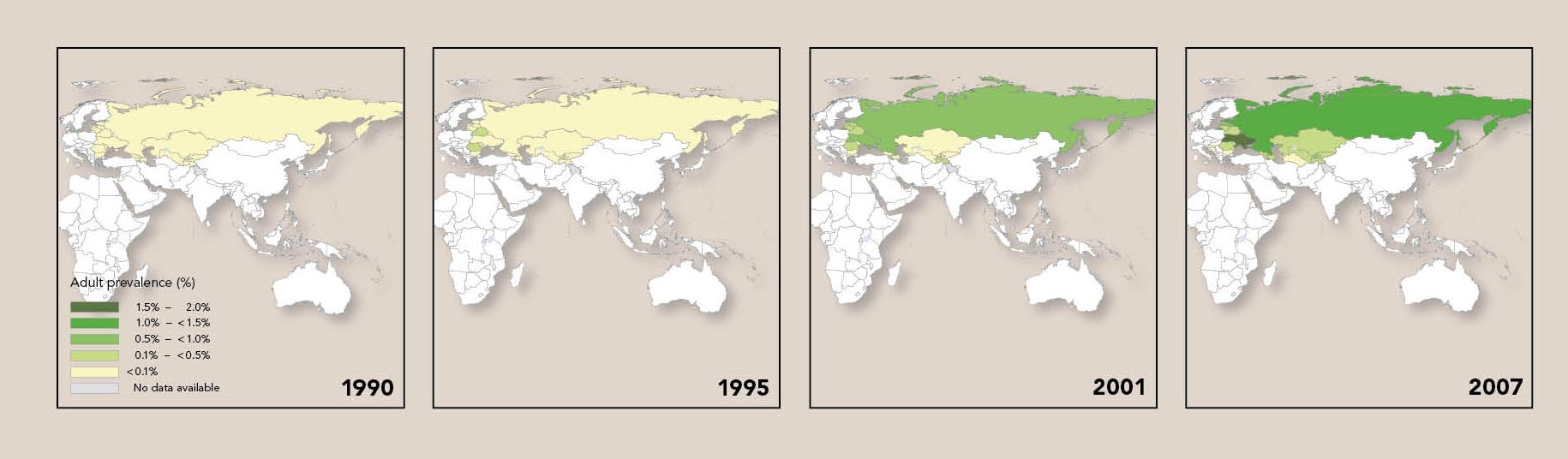
Поширення за роками

## Загальна оцінка ситуації
За оцінкою ВООЗ/ЮНЕЙДС, Україна продовжує залишатись регіоном з високим рівнем поширення ВІЛ серед країн Центральної Європи та Східної Азії. Доступна статистична інформація про офіційно зареєстровані випадки ВІЛ-інфекції та кількість хворих на обліку не відображає реальні масштаби епідемії.
Насправді кількість ВІЛ-позитивних людей в Україні є більшою і за оцінками становить близько 240 000 осіб на кінець 2018 року. Така інформація ґрунтується на ретроспективних даних про поширеність захворювання серед населення, результатах інтегрованих біоповедінкових досліджень [Архівовано 12 квітня 2019 у Wayback Machine.], даних програмного моніторингу профілактичних та лікувальних заходів тощо.
На сьогодні ситуація, що склалася з епідемією ВІЛ-інфекції в Україні, має такі характеристики: стабілізація епідемії, поширення інфекційної хвороби серед груп найвищого ризику щодо інфікування ВІЛ, нерівномірне поширення ВІЛ-інфекції в регіонах країни, зміна основних шляхів передачі ВІЛ-інфекції з переважним ураженням осіб працездатного віку. Лише кожна друга ВІЛ-інфікована особа знає свій позитивний ВІЛ-статус і звертається до медичного закладу; лише 30 % людей, які живуть з ВІЛ, отримують антиретровірусне лікування; на сьогодні реєструються випадки передачі ВІЛ-інфекції від матері до дитини, особливо серед вагітних жінок із груп ризику; рівень поширення ВІЛ-інфекції серед споживачів ін'єкційних наркотиків залишається одним з найвищих в Європі (19,7 %); високим є також відсоток позитивних результатів на тестування ВІЛ-інфекції серед донорів крові, насамперед первинних; більшої значущості у розвитку епідемії ВІЛ-інфекції в Україні набуває група чоловіків, які мають секс із чоловіками.
Протягом останніх п'яти років спостерігається тенденція до зниження рівня захворюваності на туберкульоз. Водночас у 2014 році Україна вперше увійшла до п'яти країн світу з найвищим рівнем захворюваності на хіміорезистентний туберкульоз.
Прогнозовані тенденції розвитку епідемії ВІЛ-інфекції в Україні збігаються із загальносвітовими. Зокрема подовження життя хворих, які отримують антиретровірусне лікування, очікувана стабілізація кількості людей, які живуть з ВІЛ, зменшення показників захворюваності та зростання числа хворих, які потребуватимуть призначення антиретровірусної терапії.
У 2021 році міністр охорони здоров'я Віктор Ляшко повідомив, що останнім часом тестування на вірусні гепатити та ВІЛ-інфекцію знизилося, це пояснюється пандемією коронавірусної хвороби 2019.
Станом на 1 січня 2024 року під медичним наглядом перебували 157 435 ВІЛ-інфікованих, з яких 118 348 отримували антиретровірусну терапію. Захворюваність складала 384 випадки на 100 000 осіб населення. Частка позитивних результатів тестування на ВІЛ складала 0,63 %. На 1 січня 2024 року був 3351 пацієнт, хворий на СНІД.
В 2024 році, попри значні досягнення в медицині та профілактиці ВІЛ-інфекції, в Дніпропетровській області рівень захворюваності є одним з найвищих в країні. Про це 1 грудня, у Всесвітній день боротьби зі СНІДом, повідомив очільник Дніпропетровської обласної ради Микола Лукашук. Зокрема, за його словами, в області інфіковано близько 1 % населення. На обліку перебуває 29 269 людей із ВІЛ, серед яких 7 340 мають діагноз СНІД. Найбільш уражена вікова група — люди 30–49 років (73 %), з яких 65 % — чоловіки. За даними Дніпропетровського обласного медичного центру соціально значущих хвороб, протягом 2024 року у місті Дніпро було зареєструвано 191 випадок СНІДу.

## Удосконалення управління державними програмами

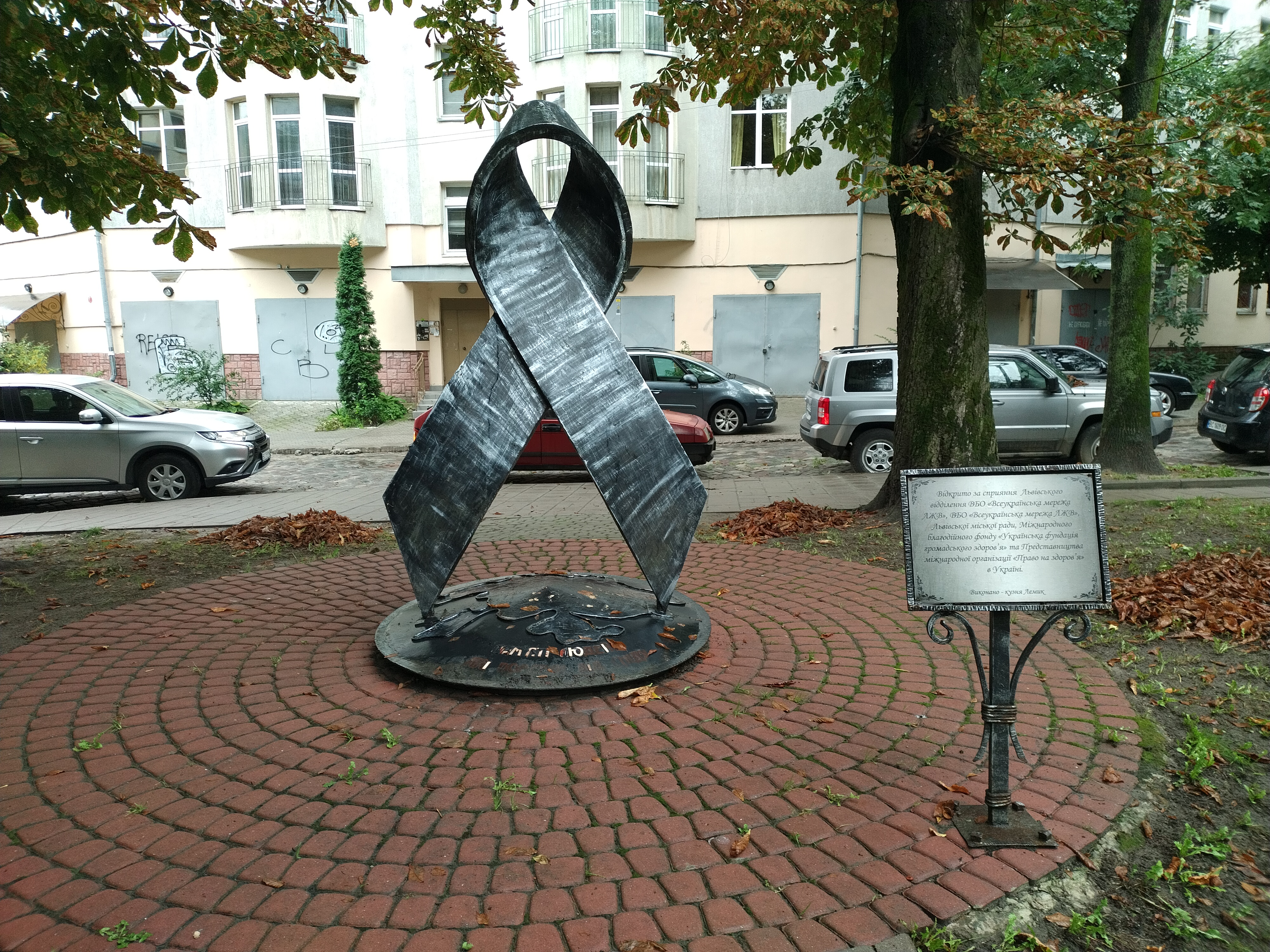
Пам'ятний знак жертвам СНІДу у Львові

Протягом 2001—2016 років Глобальний фонд для боротьби зі СНІДом, туберкульозом та малярією надав Україні понад 521,3 млн доларів США для виконання програм протидії туберкульозу та ВІЛ-інфекції/СНІДу, проте зміни у підходах Глобального фонду до виділення ресурсів країнам-реципієнтам вимагали від України готовності і здатності збільшити обсяг фінансування коштом державного бюджету.
Благодійні фонди та громадські організації України, які є членами Національної ради України з питань протидії туберкульозу та ВІЛ-інфекції/СНІДу, у 2016 році запропонували скористатись світовим досвідом поступового плану переходу від донорського забезпечення до бюджетного фінансування таких державних програм. За їх активною участю було розроблено та впроваджено «Стратегію забезпечення сталої відповіді на епідемії туберкульозу, в тому числі хіміорезистентного, та ВІЛ-інфекції/СНІДу на період до 2020 року».
Метою Стратегії є посилення спроможності держави ефективно впроваджувати пріоритетні заходи для подолання епідемій туберкульозу та ВІЛ-інфекції/СНІДу без припинення здійснення таких заходів чи погіршення якості їх виконання в умовах поступового переходу з 2017 року від фінансування коштом донорів (переважно коштом Глобального фонду) до фінансування за коштом державного бюджету України та місцевих бюджетів.
Українська формула забезпечення сталості послуг з профілактики, догляду та підтримки для людей які живуть з ВІЛ-інфекцією/СНІДом та туберкульозом. План Переходу розрахований на три роки та передбачає поетапне скорочення донорського фінансування витрат від Глобального фонду та поступову зміну фінансових надходжень. Згідно з Планом Переходу у 2017—2018 роках грант Глобального Фонду покриває 80 % витрат, а державний бюджет — 20 %; в 2018—2019 роках витрати діляться 50/50; у 2019—2020 роках 80 % фінансування надходитиме з бюджету України.

## План 20-50-80
За ініціативи БО «100% Життя», Центр Громадського Здоров'я МОЗ України у співпраці із Неурядовими організаціями розробили дорожню карту реалізації «Стратегії забезпечення сталої відповіді на епідемії туберкульозу, в тому числі хіміорезистентного, та ВІЛ-інфекції/СНІДу на період до 2020 року».

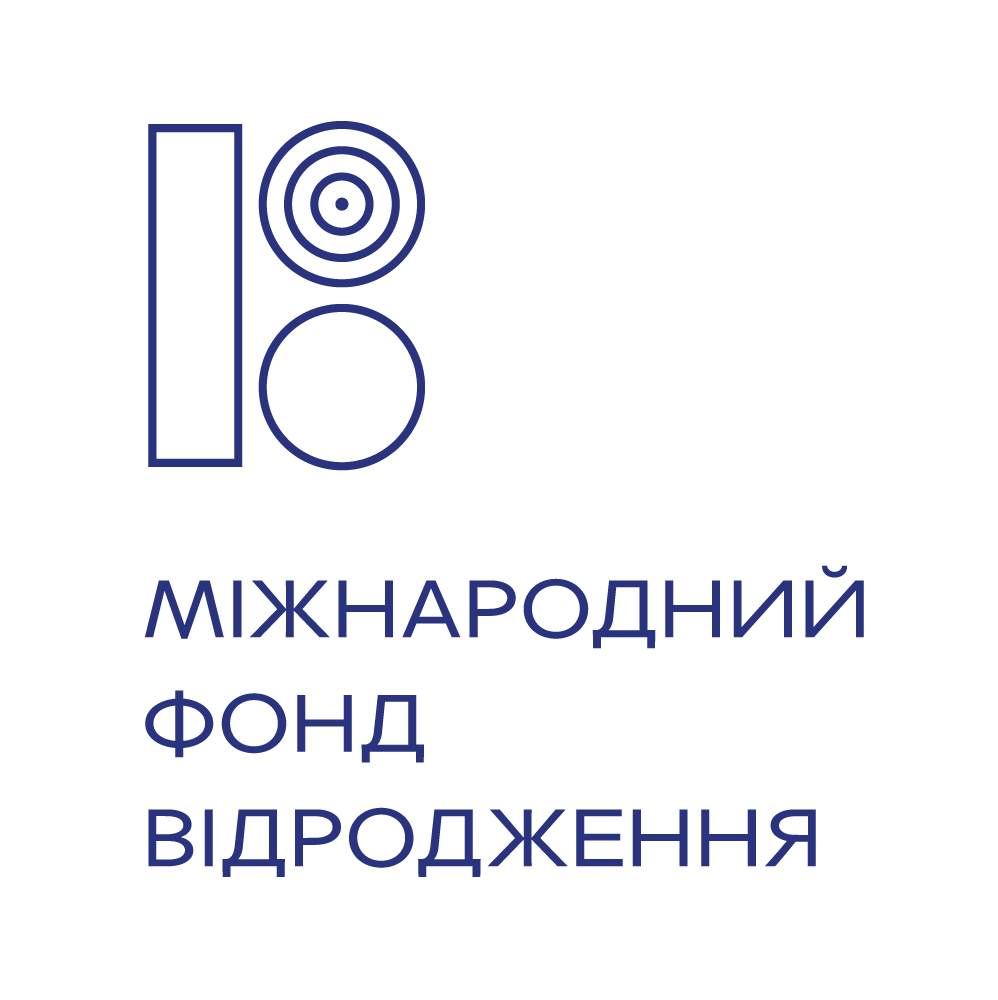
Міжнародний фонд «Відродження»

Так Стратегічною групою впровадження Плану Переходу до складу якої входять: Всеукраїнська мережа людей, що живуть з ВІЛ/СНІД, БО «100% Життя», МБФ «Альянс громадського здоров'я», МФ «Відродження» і компанія «Делойт» в Україні  були впроваджені нові механізми, завдяки яким Неурядові організації вже можуть співпрацювати з місцевими органами самоврядування. Сумська та Полтавська області першими почали фінансувати програми пов'язані з епідеміями ВІЛ/СНІД та туберкульозу з місцевих бюджетів. Для них у 2018 році з Державного бюджету України було виділено 17 млн грн строком на 12 місяців.
За участі Міністерства Фінансів України було продовжено реалізацію Плану Переходу 20-50-80. У 2019 році було виділено 101 млн грн вже для 25 областей України впродовж 6 місяців, що дорівнює 50 % фінансування. Відповідно у 2020 році витрати на лікування та послуги мають складати близько 320 млн грн розподілених між 25 областями України впродовж 12 місяців, які будуть складати 80 % фінансування таких програм.
Таким чином План Переходу дає можливість будувати сталі зв'язки між Урядом та неурядовими організаціями для надання якісних послуг людям які живуть з ВІЛ-інфекцією/СНІДом та туберкульозом на постійній основі. НУО відходять від попередньої ролі активістів-волонтерів, починають виконувати професійну соціальну роботу та несуть відповідальність за її результат. Своєю чергою Уряд, до прикладу, проводить семінари/навчання щодо роботи зі звітністю системи електронних закупівель Prozorro.